# Punomys kofordi
Punomys kofordi är en gnagare i släktet punamöss som först beskrevs av Pacheco och Patton 1995.
Denna gnagare påminner i utseende om en sork med kort svans, korta öron och tjock päls. Den har gulgrå päls på ovansidan och en nästan likadan färgad päls på undersidan. Hos den andra arten i samma släkte är undersidan däremot betydlig ljusare. Svansen utgör med en längd av 65 till 77 mm mer än 30 procent av den totala längden. Liksom den andra punamusen har arten hår på bakfötternas sulor och små klor. Längden för huvud och bål anges för hela släktet med 130 till 155 mm.
Arten förekommer i Anderna i södra Peru i området kring Lago Aricoma (Ariquma Lake) som ligger norr om Titicacasjön. Den vistas i regioner som ligger 4500 till 4800 meter över havet. Habitatet utgörs av fuktiga gräsmarker i ekosystemet Puna. Betande djur som drivas genom vallning är typiska för regionen.
Fortplantningen sker under den torra perioden vad som skiljer arten från Punomys lemminus. Dräktiga honor eller honor med diande ungar hittades mellan juni och september. Per kull föds 2 eller 3 ungar.
Punomys kofordi hotas troligen av dränering samt av klimatförändringar. IUCN listar arten på grund av det begränsade utbredningsområde och de potentiella hoten som sårbar (VU).